# Utsunomiya
Utsunomiya (宇都宮市; Utsunomiya-shi) är residensstad i Tochigi prefektur i regionen Kanto på centrala Honshu i Japan, belägen cirka 100 kilometer norr om Tokyo. Staden har lite mer än en halv miljon invånare. Utsunomiya fick stadsrättigheter 1 april 1896  och har sedan 1996 status som kärnstad (japanska: 中核市?, Chūkakushi) enligt lagen om lokalt självstyre.

## Kommunikationer
Utsunomiya station trafikeras av Tohoku Shinkansen sedan 1982.

## Sport
Tochigi S.C. spelar i J-League i professionell fotboll.